# Lepyronia
Lepyronia is een geslacht van halfvleugeligen uit de familie Aphrophoridae. De wetenschappelijke naam van dit geslacht is voor het eerst geldig gepubliceerd in 1843 door Amyot & Serville.

## Soorten
Het geslacht Lepyronia omvat de volgende soorten:
- Lepyronia angulata Lallemand & Synave, 1955
- Lepyronia angulifera Uhler, 1876
- Lepyronia batrachoides Haupt, 1917
- Lepyronia bifasciata Liu, 1942
- Lepyronia coleoptrata (Linné, 1758)
- Lepyronia daedalia Distant, 1916
- Lepyronia geminata Jacobi, 1921
- Lepyronia gibbosa Ball, 1899
- Lepyronia gracilior Lindberg, 1923
- Lepyronia koreana Matsumura, 1915
- Lepyronia limbata Kato, 1933
- Lepyronia obliqua Jacobi, 1921
- Lepyronia picta Melichar, 1903
- Lepyronia quadrangularis (Say, 1825)
- Lepyronia sordida Stål, 1864
- Lepyronia v-nigrum Jacobi, 1921